# Lasiopogon oklahomensis
Lasiopogon oklahomensis är en tvåvingeart som beskrevs av Cole och Wilcox 1938. Lasiopogon oklahomensis ingår i släktet Lasiopogon och familjen rovflugor.
Artens utbredningsområde är Oklahoma. Inga underarter finns listade i Catalogue of Life.